# Talang Tembago
Talang Tembago is een bestuurslaag in het regentschap Merangin van de provincie Jambi, Indonesië. Talang Tembago telt 954 inwoners (volkstelling 2010).